# فضل الله موسوي
السيد فضل‌ الله موسوي، هو فقيه وقانوني وسياسي إيراني محافظ، شغل منصب عضو فقيه في مجلس صيانة الدستور من عام 2016 حتى عام 2022.
كما كان نائبًا في مجلس الشورى الإسلامي (البرلمان الإيراني) خلال دورته السابعة بين عامي 2004 و2008، ممثلًا عن طهران، وري، وشميرانات، وإسلامشهر.